# Rwanda
Rwanda (uneori Ruanda) este o țară în est-centrul Africii, în zona Marilor Lacuri. Capitala este Kigali. Rwanda se învecinează la sud cu Burundi, în est cu Tanzania, în nord cu Uganda și în vest cu Republica Democrată Congo.

## Istorie
Înainte de a fi colonizată, Rwanda a fost locul unui sistem politic complex ce avea la bază monarhia. Pământul rwandez a fost locuit încă de la început de către tribul twa. Urmează apoi o perioadă de migrații, în urma cărora, populația twa este absorbită de triburile bantu. În 1895, Rwanda devine provincie germană, păstrându-și sistemul de organizare. După primul război mondial, Rwanda trece sub administrare belgiană cu mandat din partea Națiunilor Unite. Sub administrația belgiană, lucrurile încep să se schimbe. Păstrând în mare vechile forme de organizare, belgienii au făcut totuși câteva schimbări în structurile de conducere ale Rwandei. Aceste schimbări vor constitui o cauză importantă a genocidului rwandez. Astfel, coloniștii belgieni se vor folosi de etnicii tutsi pentru a domina populația formată în cea mai mare parte din etnici hutu.
În ianuarie 2025,Rebelii M23,susținuți de preșdintele Paul Kagame,au capturat orașul Goma.300 de mercenari angajați de guvernul din Republica Democratică Congos-au predat,285 dintre ei fiind români. Este considerat de către experți,că fiind o răzbunare pentru Genocidul din Rwanda.

## Politică
Articol principal: Politica Rwandei

## Districte
Articol principal: Districtele Rwandei

## Geografie
Articol principal: Geografia Rwandei

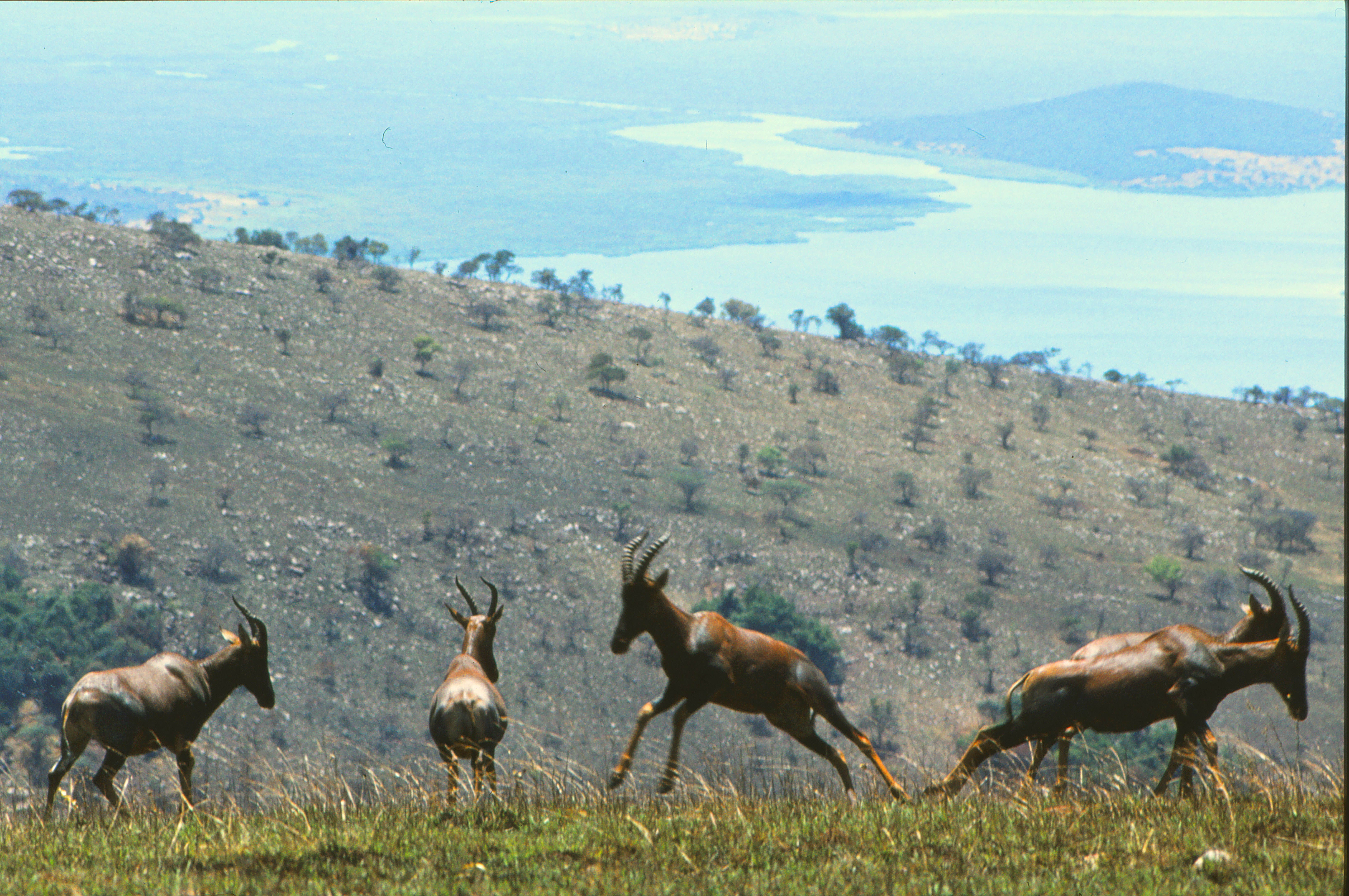
Herghelie de topi în Parcul Național Akagera

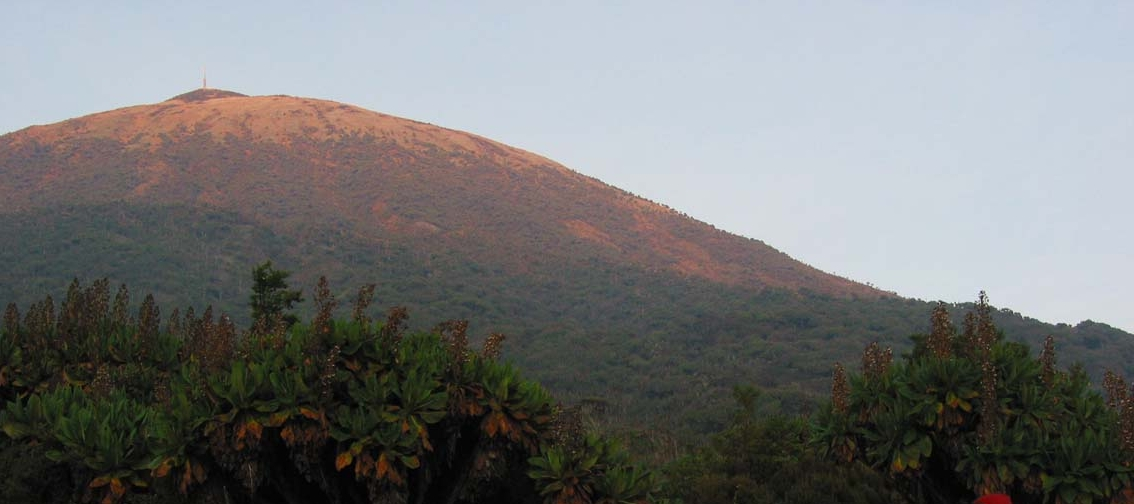
Mount Karisimbi (4.507 m), cel mai înalt pisc din lanțul vulcanic Virunga, este situat la granița dintre Rwanda și Republica Democrată Congo.

Suprafața totală a Republicii Rwanda este de 26.003 km², fiind astfel a 148-a țară din lume ca întindere. Relieful Rwandei este preponderent de podiș înalt (alt. 1.500 - 2.000 m), dominat de munți cu caracter vulcanic (alt. max. 4.507 m - Mount Karisimbi, situat în Munții Virunga). Frontiera de vest trece prin apele lacului meromictic Kivu. Principalul râu ce drenează Rwanda este Ruzizi. Capitala Rwandei, Kigali, este situată în centrul geografic al țării. Rwanda are un climat ecuatorial musonic, cu temperaturi mai scăzute decât este normal pentru țările ecuatoriale, fiind datorate mai ales altitudinilor ridicate ale reliefului. Fauna Rwandei este diversă și este constituită în marea majoritate de lei, leoparzi, rinoceri, zebre și alte animale tipice unei țări ecuatoriale.

## Demografie
Articol principal: Demografia Rwandei

## Cultură
Articol principal: Cultura Rwandei